# Dynamo Dresda
Dynamo Dresda este un club de fotbal din Dresda, Germania, care evoluează în 2. Bundesliga.

## Palmares
- Campionii Germaniei de Est: 1976, 1977, 1978, 1989, 1990
- Vice-campionii Germaniei de Est: 1979, 1980, 1982, 1984, 1985, 1987, 1991
- Câștigătoarea Cupei Germaniei de Est: 1952, 1971, 1977, 1982, 1984, 1985, 1990
- Câștigătoarea Cupei Saxoniei: 1997, 1998, 2006, 2008
- NOFV-Oberliga: 2002
- Semi-finaliștii Cupei UEFA: 1989

## Antrenori
| - Fritz Sack 07/1950 - 09/1951 - Rolf Kukowitsch 09/1951 - 04/1952 - Paul Döring 04/1952 - 07/1953 - Janos Gyarmati 07/1953 - 04/1954 - Helmut Petzold 04/1954 - 11/1955 - Heinz Werner 01/1956 - 06/1956 - Rolf Kukowitsch 07/1956 - 12/1956 - Helmut Petzold 01/1957 - 05/1966 - Manfred Fuchs 06/1966 - 03/1968 - Kurt Kresse 03/1968 - 06/1969 - Walter Fritzsch 06/1969 - 06/1978 - Gerhard Prautzsch 06/1978 - 06/1983 - Klaus Sammer 07/1983 - 06/1986 - Eduard Geyer 07/1986 - 04/1990 - Reinhard Häfner 04/1990 - 06/1991 - Helmut Schulte 06/1991 - 05/1992 - Klaus Sammer 06/1992 - 04/1993 - Ralf Minge 04/1993 - 06/1993 | - Siegfried Held 06/1993 - 11/1994 - Horst Hrubesch 11/1994 - 02/1995 - Ralf Minge 02/1995 - 06/1995 - Hans-Jürgen Kreische 06/1995 - 04/1996 - Udo Schmuck 04/1996 - 09/1996 - Hartmut Schade 09/1996 - 03/1998 - Werner Voigt 04/1998 - 12/1998 - Damian Halata 12/1998 - 02/1999 - Rolf Schafstall 02/1999 - 03/1999 - Colin Bell 04/1999 - 03/2000 - Cor Pot 03/2000 - 03/2001 - Meinhard Hemp 03/2001 - 06/2001 - Christoph Franke 07/2001 - 12/2005 - Peter Pacult 12/2005 - 09/2006 - Norbert Meier 09/2006 - 09/2007 - Eduard Geyer 09/2007 - 06/2008 - Ruud Kaiser 06/2008 – 10/2009 - Matthias Maucksch 10/2009 |